# Lake Bonavista
Lake Bonavista és un barri en el sud-est de Calgary, Alberta, el Canadà. Està limitada per Anderson Road al nord, Macleod Trail a l'oest, Canyon Meadows Drive al sud i Bow Bottom Trail a l'est. La petita comunitat de Bonavista Downs esta a la cantonada nord-est del barri.

Lake Bonavista va ser desenvolupat per Keith Construction Company a partir de 1967. Va ser la primera comunitat al Canadà a construir-se al voltant d'un llac artificial, i va servir com a prototip per a altres comunitats lacustres en Calgary.